# Kastell Gariannonum

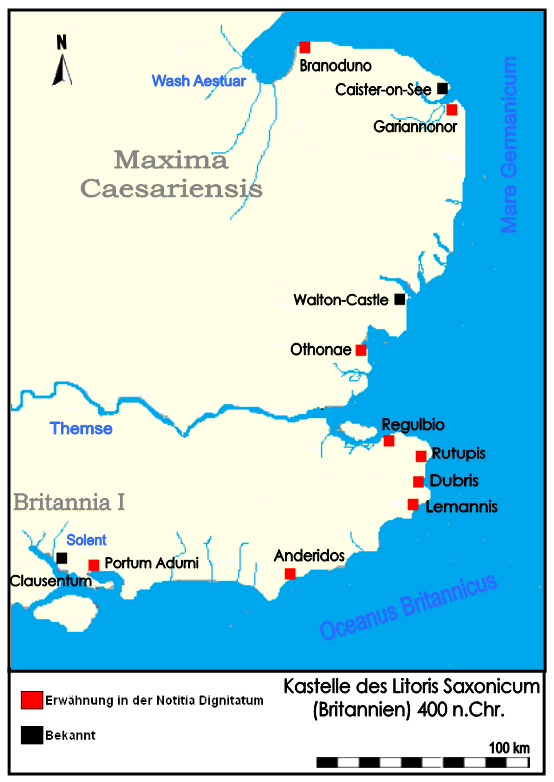
Die Sachsenküstenkastelle um 400 n. Chr.

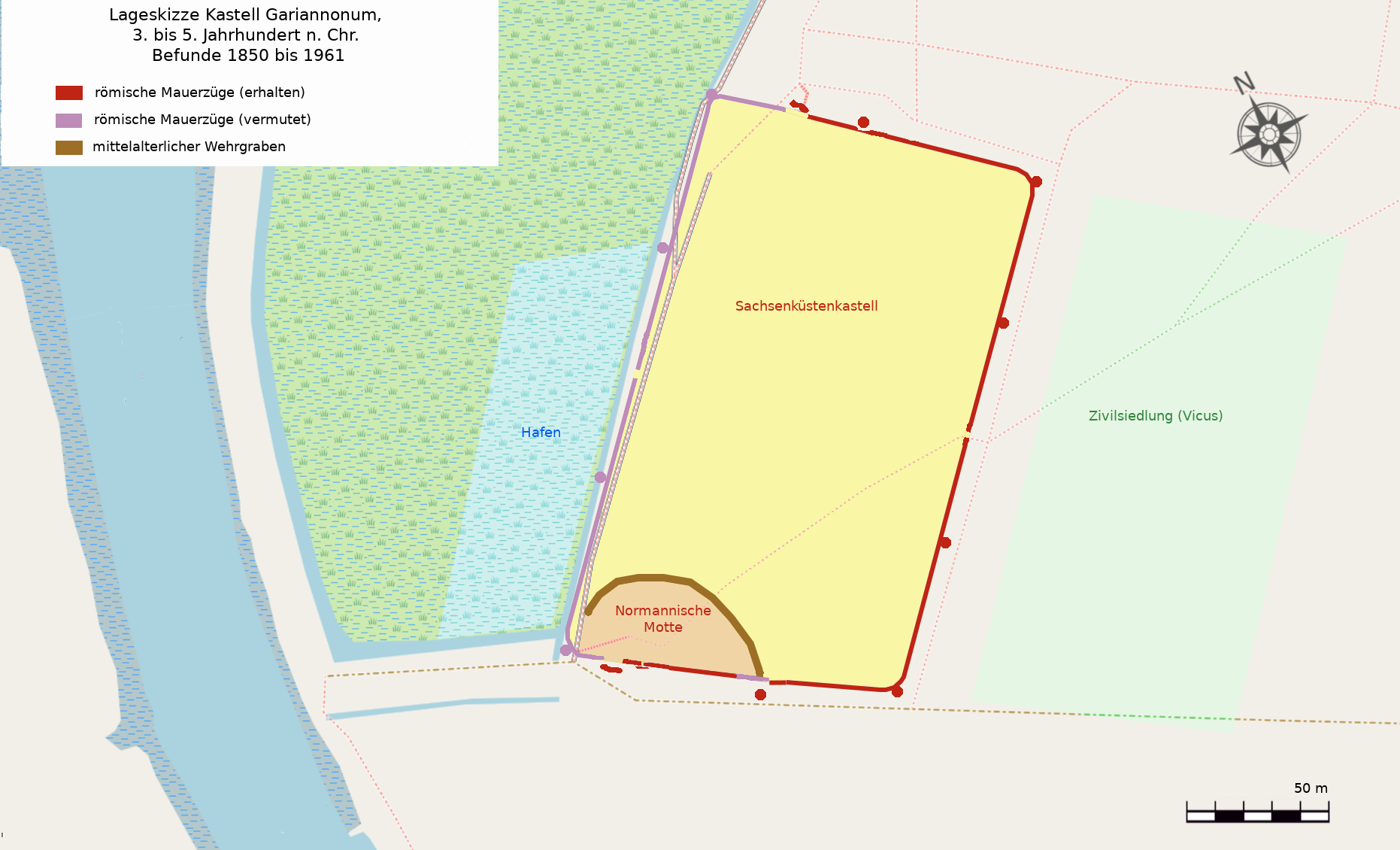
Befundplan

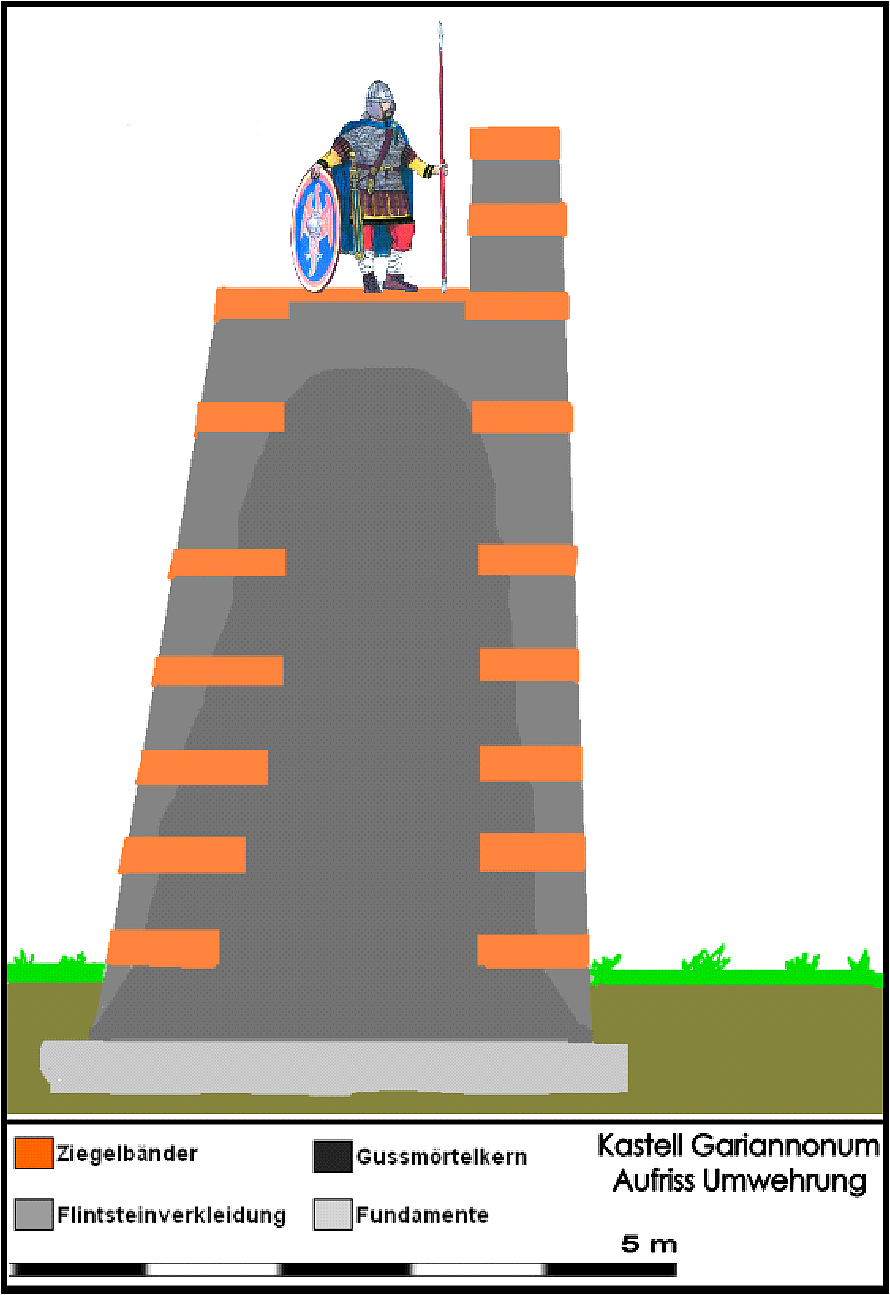
Aufriss der Kastellmauer
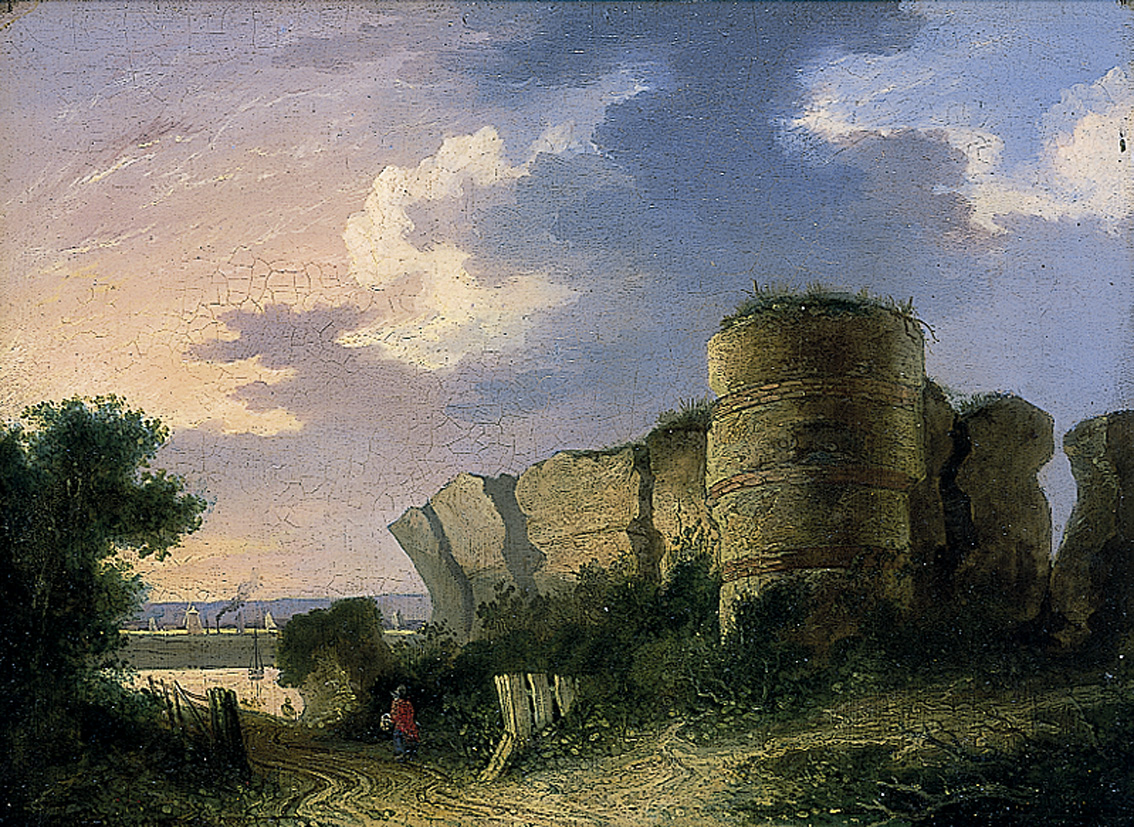
Ansicht der Ruine mit dem südlichen Eckturm von John Berny Crome (19. Jh.)
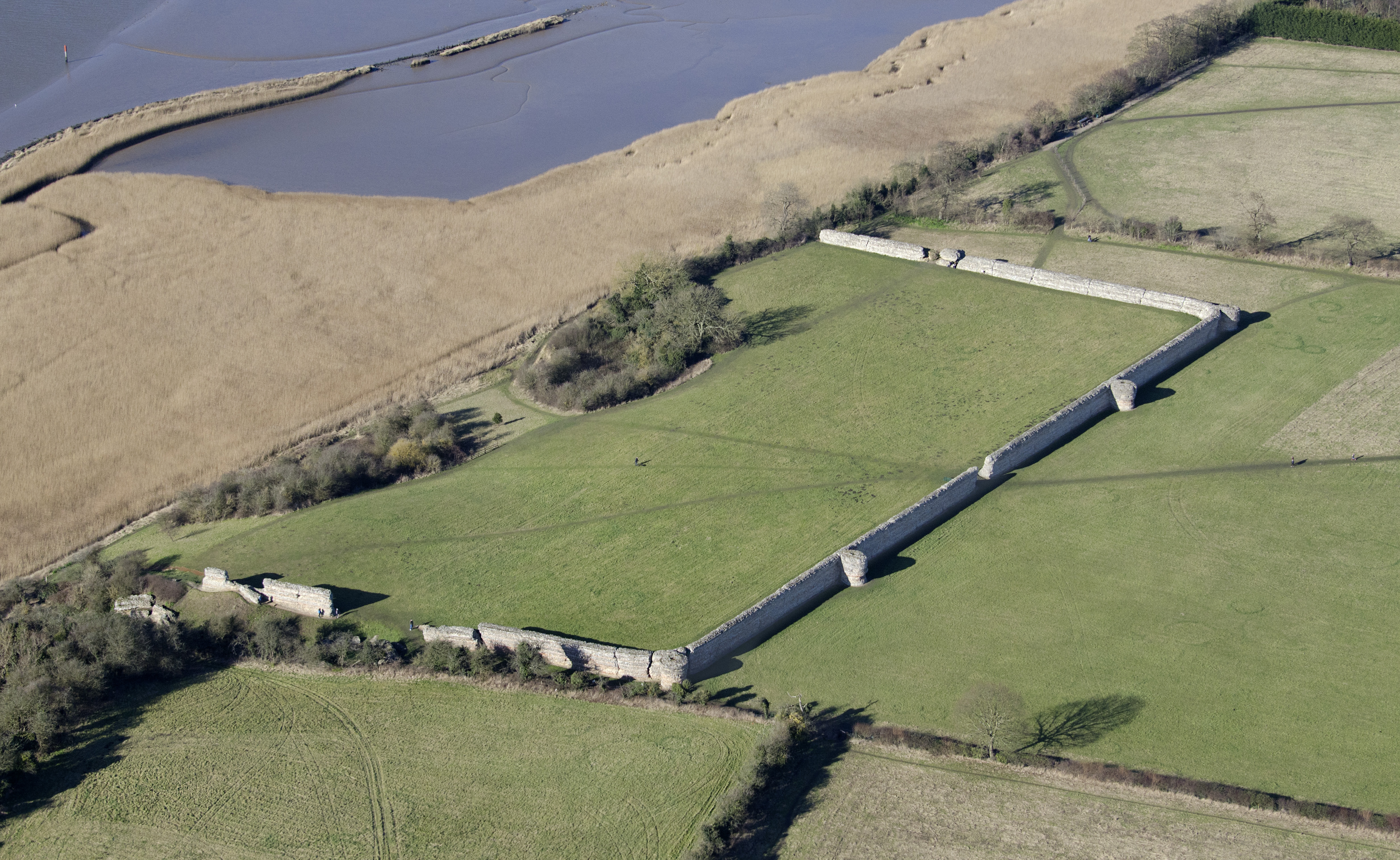
Luftbild der Anlage von 2015
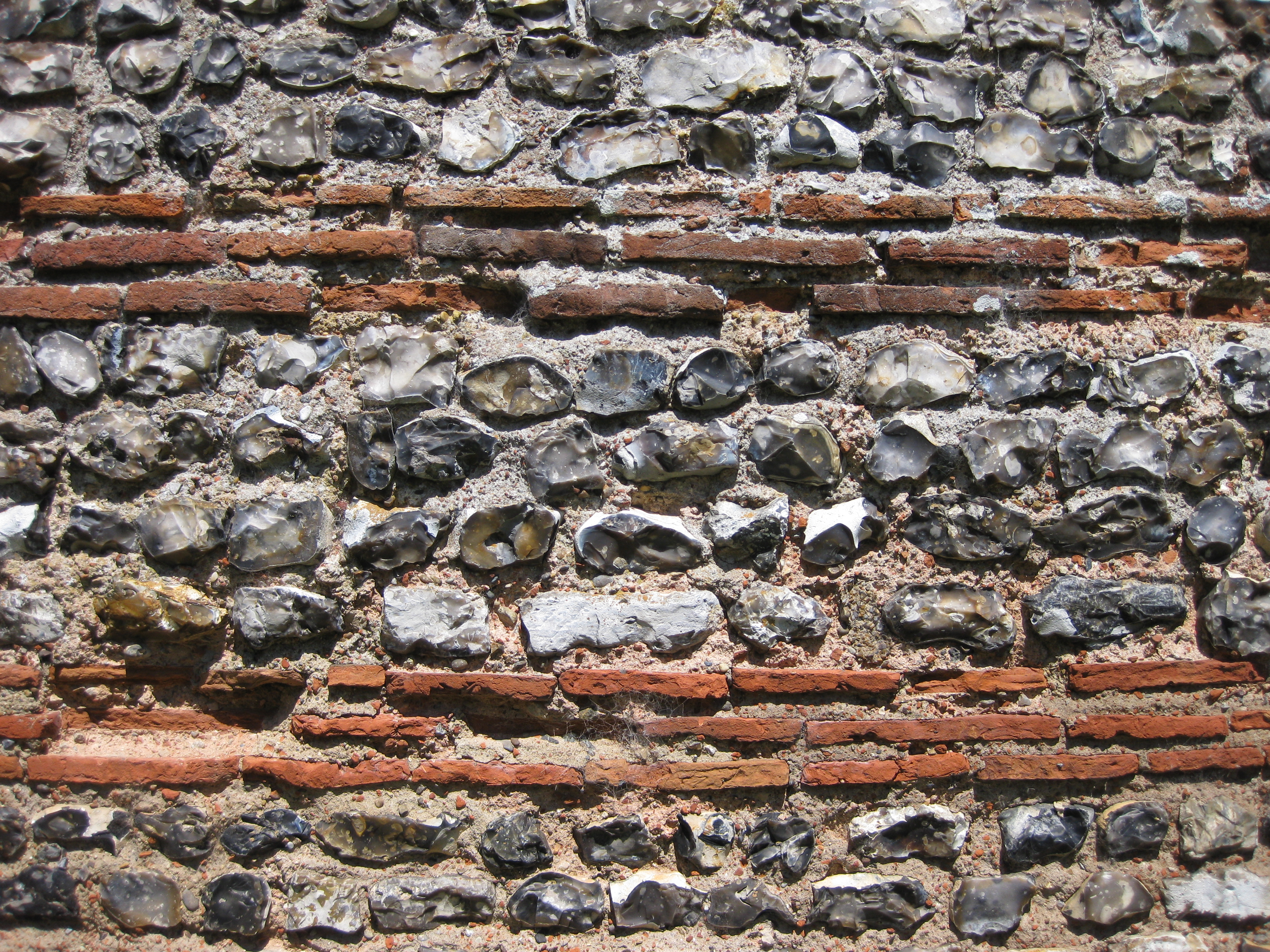
Detailansicht Ziegelbänder
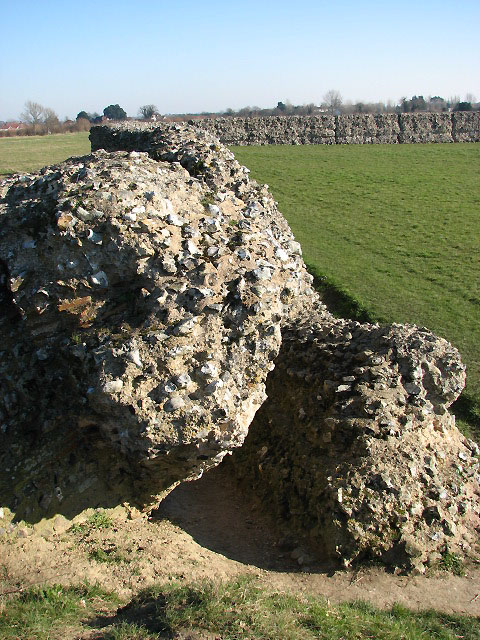
Eingestürzter Abschnitt des Nordwalls
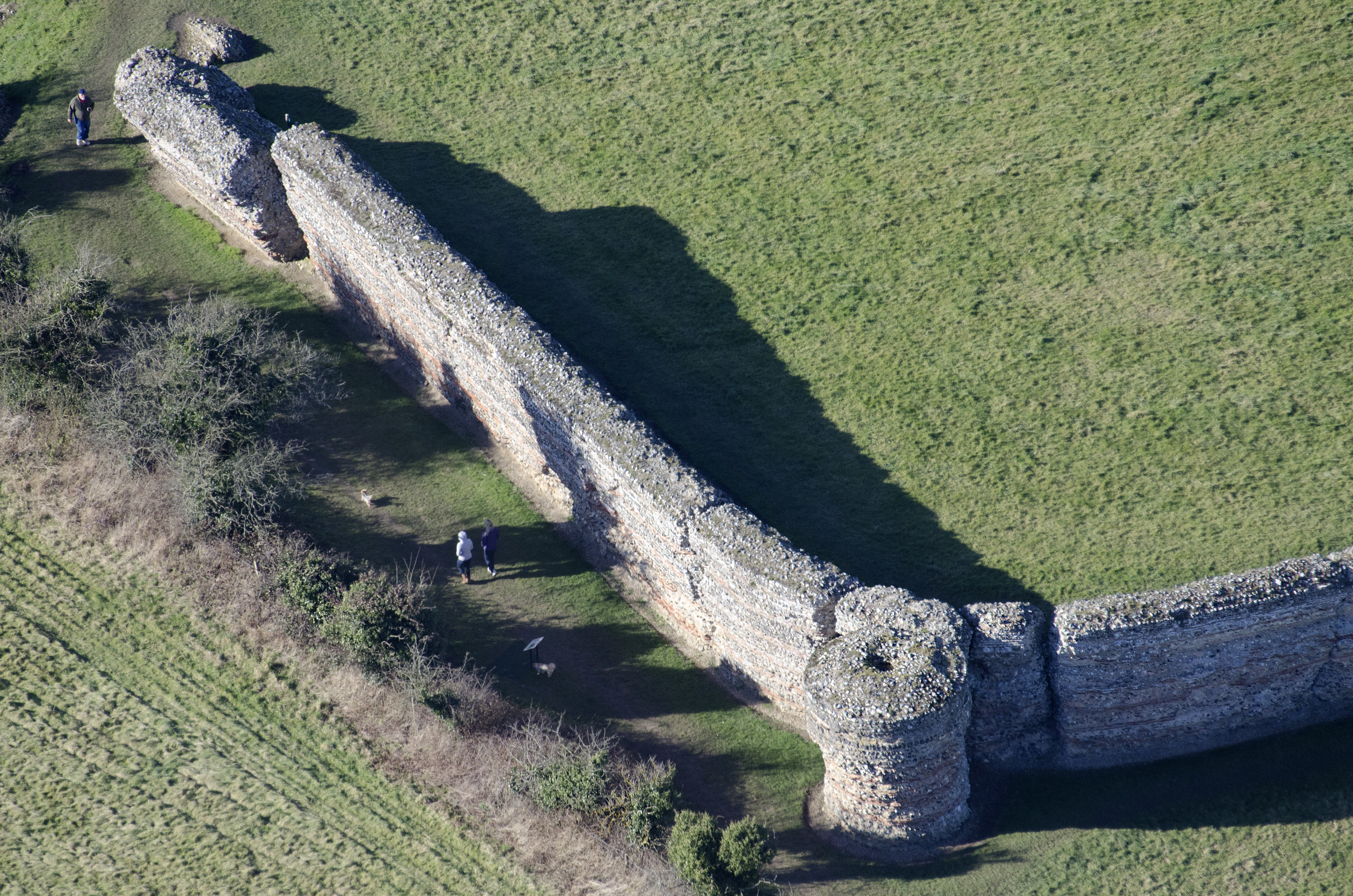
Südwestecke
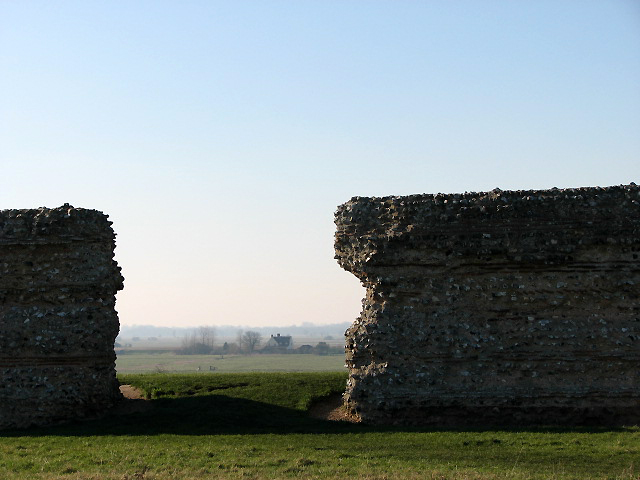
Osttor
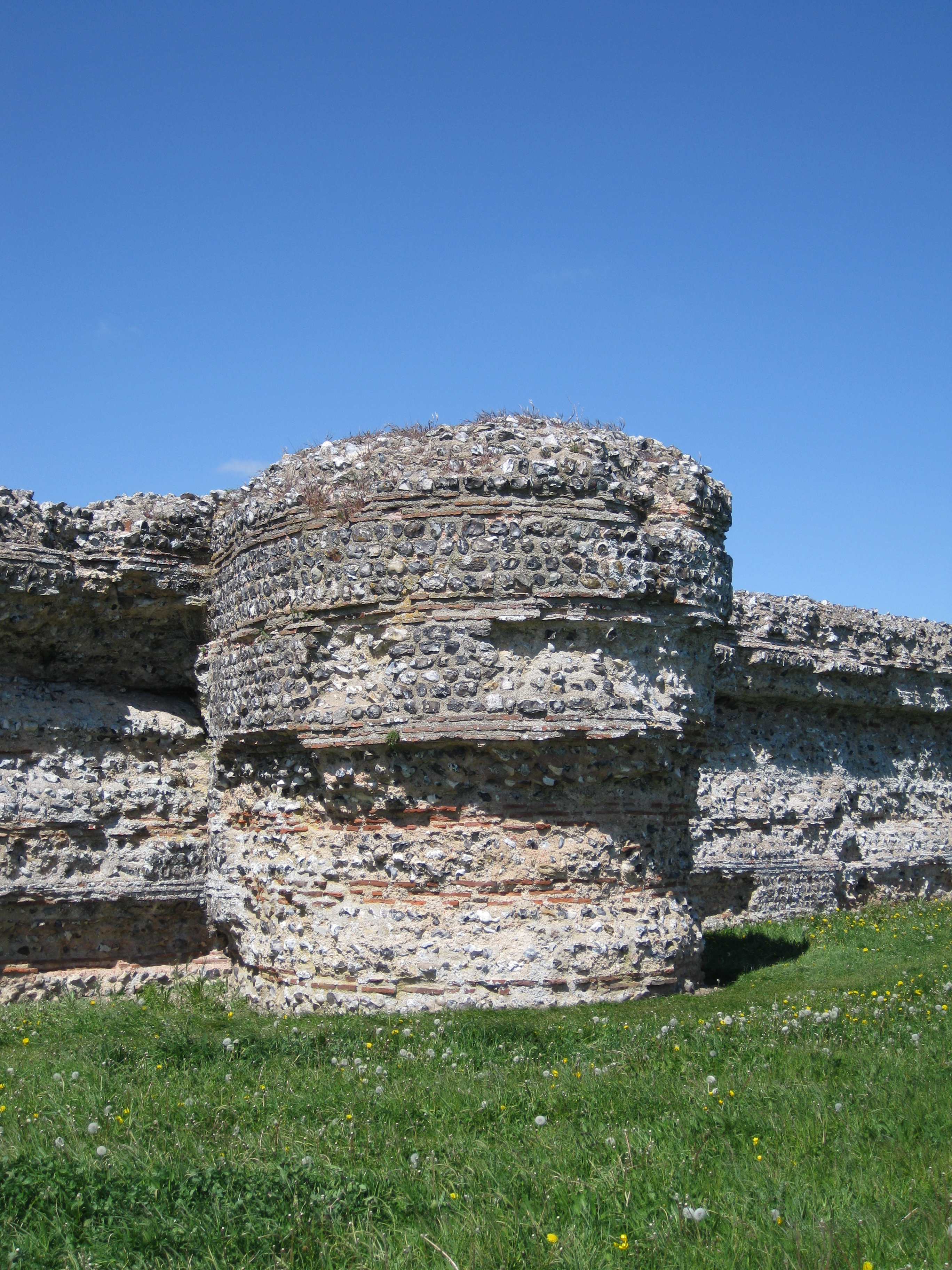
Rundturm an der Ostmauer
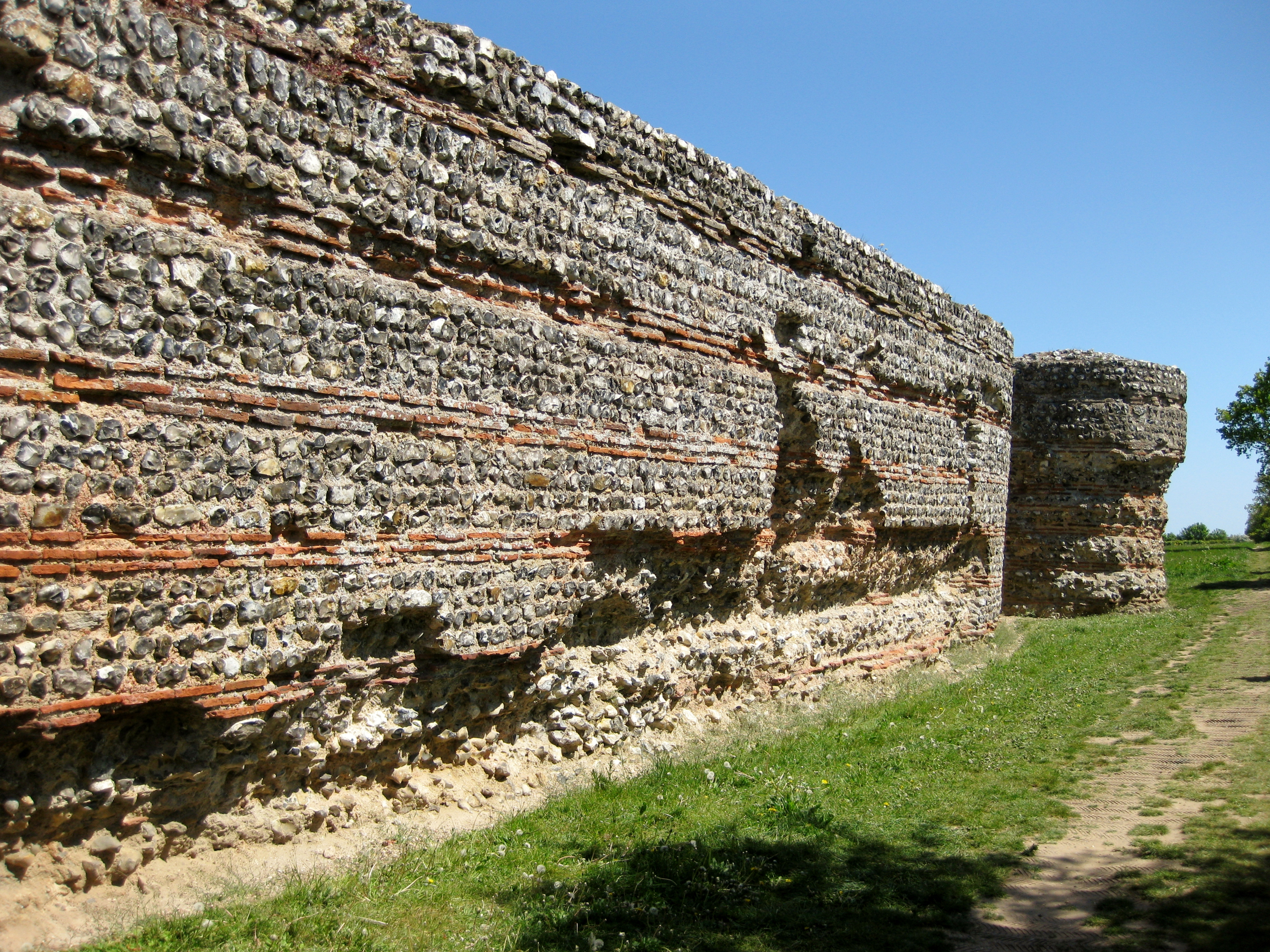
Südmauer
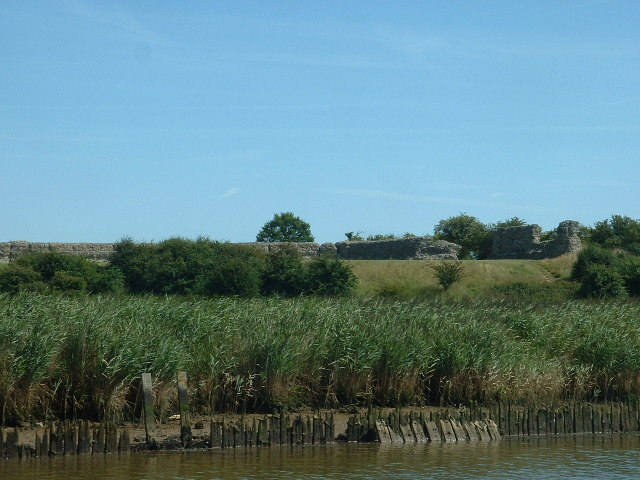
Blick vom Breydon Water auf die zerstörte Westseite
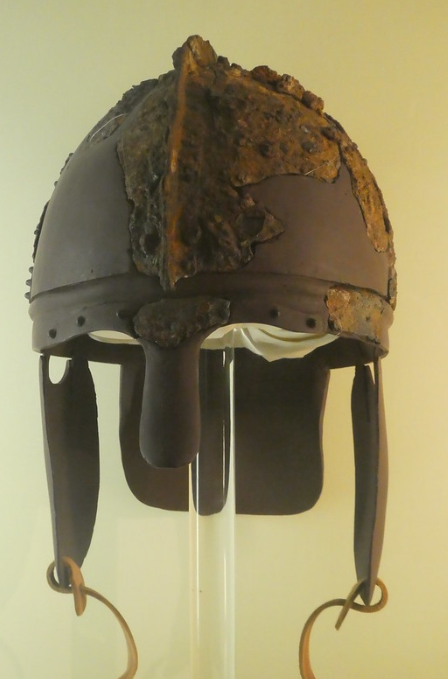
Teilrekonstruierter Kammhelm eines römischen Kavalleristen aus Burgh Castle, Mitte des 4. Jahrhunderts n. Chr. (Time and Tide Museum, Great Yarmouth)

Gariannonum, auch Garrianonum oder Garriano, heute Burgh Castle, eine Gemeinde (Parish) im Borough Great Yarmouth, County of Norfolk in England, war ein im späten 3. Jahrhundert n. Chr. erbautes römisches Kastell. Es sicherte zusammen mit dem Kastell Caister-on-Sea an diesem Abschnitt der sogenannten Sachsenküste den Mündungstrichter dreier Flüsse. Während seiner langen Geschichte war dies auch der Standort einer normannischen Burg und vielleicht auch eines frühchristlichen Klosters. Das Areal ist für Besucher kostenlos zugänglich. Die Kastellruine befindet sich im Besitz des Norfolk Archaeological Trust und steht unter dem Schutz des English Heritage.

## Name
Der antike Name Gariannonum stammt ursprünglich von der Benennung des Flusses Gariennus (Yare) in der Geographike Hyphegesis (2, 3, 4) des Claudius Ptolemäus aus dem 2. nachchristlichen Jahrhundert. Er hat vermutlich keltische Wurzeln, bedeutet der „murmelnde, gurgelnde Fluss“. Die beiden bisher bekannten SK-Kastelle an der Yare-Mündung, Caister-on-Sea und Burgh Castle bildeten organisatorisch wohl eine Einheit. Es ist möglich, dass beide von den Römern als Gariannonum bezeichnet wurden. Möglicherweise bezieht sich der Eintrag in der Notitia aber auch nur auf das benachbarte Kastell Caister-on-Sea.

## Lage
Das Kastellgelände befindet sich westlich von Great Yarmouth, am Ostufer des südlichsten Teils von Breydon Water, das sich an den Mündungen der Flüsse Ant, Bure, Yare und Waveney gebildet hat, im Naturschutzgebiet des Broads National Park. Heute ist es vom Ästuar durch ein Watt getrennt. Das benachbarte Sachsenküstenkastell Caister-on-Sea liegt einige Kilometer nordöstlich. Das Kastell wird nicht – wie einige andere an der Sachsenküste – in Strabons Geographica erwähnt, was aber nicht verwundert, da es erst im 4. Jahrhundert n. Chr. erbaut wurde. Der Yare wird in diesem Werk als Gariennus bezeichnet, gelegen zwischen den Metaris Aestuarium (heute Wash) im Norden und einer nicht näher bezeichneten Landzunge im Süden. Von dort aus hatte die Besatzung einen guten Überblick nach Westen über die Flüsse Bure, Yare und Waveney und über das sie umgebende Marschland. Das Lager steht auf einem Plateau, am Südufer des Mündungstrichters. Im Westen fällt es steil in Richtung zum Waveney ab. Das benachbarte Kastell von Caister-on-Sea befindet sich an der gegenüberliegenden Seite des Aestuars. Breydon Water ist heute alles, was vom Ästuar übergeblieben ist, über dem einst das Kastell stand. Besonders wichtig für den Schiffsverkehr war der Yare. Römerstraßen von und nach Gariannonum sind nicht bekannt, wahrscheinlich wurde es nur von See aus versorgt. Die Verbindung zu anderen Kastellen oder Siedlungen an der Sachsenküste wie zum Beispiel Venta Icenorum (Caistor by Norwich) konnte rasch und bequem auf dem Wasserweg, über die Flüsse Yare und über den Bure nach Brampton aufrechterhalten werden. Ob eine Landverbindung nach Caister-on-Sea existierte, ist in der Forschung noch umstritten.

## Topographie
Die Küstenlinie um Burgh Castle hat sich in den letzten 2000 Jahren durch Sedimentanlagerungen stark verändert. In römischer Zeit lag der Meeresspiegel dort noch viel höher. Das Lager stand am östlichen Rand eines breiten Mündungstrichters dreier Flüsse, der das ganze heutige Marschland bedeckte. Die Schiffe konnten direkt neben dem Kastell anlegen und auch die drei Flüsse befahren. Breydon Water ist alles, was heute von dem einstigen Ästuar geblieben ist.

## Forschungsgeschichte
Die ersten Ausgrabungen wurden in den Jahren 1850 und 1855 vorgenommen. Zwischen 1958 und 1961 entdeckte man Spuren von einigen der inneren Gebäudestrukturen. Funde von römisch-sächsischer Keramik und einiger Glasgefäße innerhalb der Festung sowie ein außerhalb befindliches Gräberfeld aus dem 5. Jahrhundert ließen eine Ansiedlung in unmittelbarer Nähe des Kastells annehmen. Charles Green legte in den Jahren von 1960 bis 1961 Reste einer frühmittelalterlichen Holzkirche in der südwestlichen Ecke des Lagers und ein Gräberfeld frei. Der Abschlussbericht über seine Ausgrabungen wurde von Stephen Johnson überarbeitet und herausgegeben.

## Entwicklung
Das Kastell wurde vermutlich zwischen 260 und 270 n. Chr. erbaut. Die frühesten römischen Münz- und Keramikfunde stammen aus der Mitte des 3. Jahrhunderts. Es gibt keinen Beweis für eine römische Besetzung vor dieser Zeitperiode. Kontrolle und Überwachung der Südostküste Britanniens erfolgte in dieser Zeit durch eine Kette von Wach- bzw. Signaltürmen und Kastellen. Die meisten dieser sog. „Sachsenküstenkastelle“ dienten auch als Flottenstützpunkte. Die ersten Lager wurden wahrscheinlich während der Herrschaft des Kaisers Probus in Auftrag gegeben. Sie wurden später in die Festungskette des Litus Saxonicum integriert. Wann genau oder auf wessen Veranlassung, ist unbekannt, möglicherweise geschah dies im Auftrag des Carausius, der ab 286 dort weitere Signalstationen, Kastelle und befestigte Häfen errichten ließ. Die römische Armee legte diese Kastelle bevorzugt an exponierten Küstenbereichen, hier besonders an Flussmündungen an. Diese hatten auch Verbindung zu den Militärlagern und befestigten Hafenstädten auf dem gallischen Festland. Gegen Ende des 3. Jahrhunderts erstreckte sich entlang der SO-Küste ein dichtes Netz aus teils stark befestigten Kastellen, die wegen der stetig steigenden Überfälle von Franken und Sachsen für die Verteidigung der wirtschaftlich am weitesten entwickelten Regionen Britanniens zunehmend an Bedeutung gewannen. In der Grafschaft Norfolk konnten drei Standorte von Sachsenküstenkastellen nachgewiesen werden: Burgh-Castle, Caister-on-Sea und Brancaster im Nordwesten.
Die Funktion der Lager haben sich wohl im Laufe der Zeit geändert. Vielleicht dienten die Küstenkastelle vor Etablierung des Militärbezirkes der Sachsenküste als Stützpunkte der Kanalflotte zum Schutz der Handelsschifffahrt. Die Überfälle sächsischer und fränkischer Plünderer vom Festland nahmen im 4. Jahrhundert n. Chr. jedoch stetig zu. Hauptaufgabe der Kastellbesatzungen war nun die Abwehr der Invasoren. Die Kastelle konnten durch eine Reihe von Signalstationen miteinander ständigen Kontakt halten. Die Standorte einiger dieser Stationen konnten von den Archäologen lokalisiert werden, viele sind allerdings durch die Erosion der Küste im Laufe der Zeit im Meer versunken. Gemeinsam mit der Besatzung von Caister-on-Sea überwachten die in Burgh Castle stationierten Soldaten die Einfahrt zu den – damals noch schiffbaren – Flüssen. Für mehr als ein halbes Jahrhundert konnten diese Überfälle ziemlich erfolgreich abgewehrt werden. 367 kam es jedoch zu einem konzertierten Angriff der Sachsen, Pikten und Scoten auf Britannien. Die meisten der Sachsenküstenkastelle mussten aufgegeben werden. Der Befehlshaber der Küstenregionen (comes maritimus tractus) geriet in einen Hinterhalt und wurde getötet.
Die im Kastell Burgh Castle aufgefundenen Münzen und Tonscherben lassen annehmen, dass es bis Anfang des 5. Jahrhunderts (407-408) besetzt war. Das römische Militär zog sich um diese Zeit endgültig aus Britannien zurück. Die Festung war aber noch bis weit in angelsächsische Zeit bewohnt, wie ein Gräberfeld südlich des Lagers annehmen lässt. Laut dem Chronisten Bede wurde sie Mitte des 7. Jahrhunderts von Sigebert, dem König der Ostangeln, an den irischen Missionar Fursa übergeben. Dieser gründete dort wahrscheinlich ein Kloster und eine befestigte Siedlung zum Schutz der Bevölkerung vor fränkischen Seeräubern. Ein christlicher Friedhof innerhalb der Kastellmauern war vom 7. bis zum 10. Jahrhundert belegt. Nach dem Untergang der angelsächsischen Klostersiedlung verödete der Platz. Im Zuge der normannischen Invasion wurde er einem Gefolgsmann Wilhelm des Eroberers als Lehen übergeben, um hier eine kleine Holz-Erde-Befestigung zu errichten. Sie scheint aber nur kurz besetzt gewesen zu sein und wurde – anders als die meisten Burgen der normannischen Frühzeit – nicht in Stein um- bzw. neu aufgebaut. Auch eine kleine Töpferei dieser Zeitperiode scheint nur kurzzeitig betrieben worden zu sein. Das Kastell wurde 1995 vom Norfolk Archaeological Trust erworben. Der Grundbesitz erstreckt sich über die römischen Mauern hinaus und umfasst insgesamt 37 Hektar. Dadurch wurde sichergestellt, dass auch die noch im Boden vergrabenen Überreste der römischen Zivilsiedlung darin einbezogen wurde, um sie so für zukünftige Untersuchungen zu bewahren.

## Kastell
Die Befunde zeigen, dass man sich noch während der Bauzeit entschloss, vom ursprünglichen Plan abzuweichen und das Kastell den damals neuentwickelten Festungsbaumethoden anzupassen. Ansonsten entsprach seine Konstruktion noch dem eines Lagers des 2. Jahrhunderts n. Chr., besonders gut erkennbar an den abgerundeten Ecken. Der Kastellgrundriss bildet ein unregelmäßiges, nach NO ausgerichtetes, 205 × 100 Meter messendes Rechteck und umschloss ein Areal von ungefähr 2,4 ha. Die Ostseite ist um 15 m kürzer als die Westseite, die ungefähr 205 m lang war. Selten für römische Militärbauten sind große Abschnitte der Wehrmauer und die noch erhaltenen Zwischentürme des Kastells fast bis zu ihrer ursprünglichen Höhe erhalten geblieben. Die Außenseiten der Mauer weisen heute aber stellenweise große Lücken auf, da im Laufe der Jahrhunderte das Steinmaterial für andere Bauvorhaben abgeschlagen wurde. Die Innenfläche und die unmittelbare Umgebung des Lagers werden landwirtschaftlich genutzt. Reste von Gebäuden aus römischer oder frühmittelalterlicher Zeit sind dort keine mehr zu sehen.

### Umwehrung
Die Breite der Mauer variiert an manchen Stellen. Der Westwall und Teile des Nord- und Südwalles sind 2,02 Meter dick, während der massivere Ostwall, erbaut auf etwas höherem Grund, mehr als 3,02 Meter in der Breite misst. Letzterer zählt zu den am besten erhaltenen Abschnitten. Die Mauern Garrianonums waren wesentlich breiter und höher als die der mittelkaiserzeitlichen Kastelle. Dies war auch eine Folge der zunehmend defensiven Kampftaktik der römischen Armee. Die Mauern haben eine bis zu 3 Meter breite Basis, verjüngen sich nach oben hin und stehen völlig frei. Ein markanter Unterschied zu den Umwehrungen des 1. und 2. Jahrhunderts, die noch über vertikale, an der Rückseite der Wälle aufgeschüttete Erdrampen als Wehrgänge verfügten. An ihrer Oberseite befand sich stattdessen wahrscheinlich ein mit Zinnen bewehrter Wehrgang, der über Holzleitern oder steinerne Treppenaufgänge zugänglich war. Die westliche Mauersektion wurde im Lauf der Jahrhunderte vom Yare unterspült und stürzte schließlich auf ihrer gesamten Front ein. Nur ihre Fundamente konnten tw. noch nachgewiesen werden (Ausgrabungen von 1958–1962). Die größtenteils aus Flintstein bestehende Ringmauer ragt an einigen Stellen heute immer noch bis zu einer Höhe von 4,6 Meter auf. An der Außenseite sind für die Spätantike typische Ziegelbänder. Nach 5 oder 6 Reihen der Feuersteinverblendung folgen drei Ziegelreihen im Abstand von 1,5 bis 1,8 Meter. Sie sorgen für eine zusätzliche Festigung der äußeren Verblendung an den Gussmörtelkern aus vermörtelten Feuersteinbruch. In der Südmauer fanden sich hingegen nur wenige Ziegelsteine. Im späten 11. Jahrhundert wurde in der südwestlichen Ecke des Lagers von den Normannen ein Erdhügel aufgeschüttet und darauf eine kleine Befestigungsanlage (Motte) errichtet. Die Bautrupps schlugen zur Anlage des Wehrgrabens eine Bresche in die römische Mauer und legten eine Holzbrücke über den Graben, auf der man in die Motte gelangen konnte. Dies verursachte allerdings ein Absacken des Erdreiches, was diesen Abschnitt der römischen Mauer im Laufe der Zeit in eine gefährliche Schieflage brachte. In den letzten Jahren wurden die Fundamente dieser Mauerabschnitte stabilisiert, um ihr Umkippen zu verhindern. Man kann heute noch sehen, wo der Graben die Südwand durchbrochen hat. Im Jahre 1770 wurde der Hügel teilweise entfernt. 1839 wurde der Hügel komplett planiert und der Burggraben wieder aufgefüllt. Nur am südlichen Ende der Festung ist er noch deutlich sichtbar.

### Türme und Tore
Das besondere Interesse der Forscher galt den äußerst massiv konstruierten, bastionartigen Zwischentürmen: Es scheint auch, dass im ursprünglichen Plan die Anlage von vier intern angesetzten, quadratischen Ecktürme nach mittelkaiserzeitlichen Standard vorgesehen war. Sie wurden aber nie fertiggestellt bzw. nach der Planänderung wohl gleich wieder abgebrochen. Danach wurden zehn Rundtürme, die in regelmäßigen Intervallen zueinander standen, hochgezogen. Sie wurden von den römischen Ingenieuren vor der Mauer platziert und ermöglichten es, bei Belagerungen von beiden Seiten ein konzentriertes Abwehrfeuer gegen Angreifer abzugeben, die schon bis zu den Wällen vorgedrungen waren. Sie wurden offensichtlich erst nachträglich hinzugefügt, nachdem die Mauer schon eine Höhe von 2,1 Meter erreicht hatte. Ihr Inneres war nicht hohl, sondern komplett mit Gussmörtelwerk verfüllt. Auf ihren Plattformen konnten unter anderem schwere Schleudergeschütze aufgestellt werden. Ob sie mit einem Ziegeldach abgedeckt oder nur mit Zinnen bewehrt waren, ist unklar. In der Mitte der Plattform befindet sich eine Vertiefung, vielleicht zur Befestigung einer Holzstruktur, oder einer Ballista. Heute sind noch sechs dieser Türme, einer an der Südmauer, einer an der Südostecke, zwei an der Ostmauer, einer an der Nordostecke und einer an der Nordmauer erhalten. Die zwei noch erhaltenen Türme an der Nord- und Südmauer sind durch Erosion von ihren ursprünglichen Positionen abgerutscht, der im Süden ist dabei umgestürzt. Auf jeder Seite befanden sich Tore. Sie hatten – im Gegensatz zu den meisten mittelkaiserzeitlichen Kastellen – nur mehr eine Durchfahrt und waren wohl nur einfache Pforten ohne spezielle Schutzbauten. In der Mitte des Ostwalles befand sich das Haupttor (porta praetoria).

### Innenbebauung
Über die Gebäude im Innenbereich des Kastells ist nur wenig bekannt. Dort fanden sich Spuren einer flächendeckenden Bebauung aus einem Mix aus Holz- und Steinbauten, die in die späte erste Hälfte des 4. Jahrhunderts datiert werden konnte. Sie waren noch im Stil der mittleren Kaiserzeit angeordnet. Die Gebäude in den nordöstlichen und südwestlichen Sektoren waren hingegen mit der Rückseite an die Festungsmauern angebaut worden und stammten wohl aus den 340er Jahren, jedoch scheint dies die Ausnahme zu sein. Innerhalb der Südwand und an der nordöstlichen Ecke sieht man noch die Fassungen ihrer Stützbalken. Sie wurden bald nach ihrer Fertigstellung durch ein Feuer zerstört. Sie hatten entweder niedrige Steinmauern oder bestanden zur Gänze aus Holz. Über ihr genaues Aussehen und ihren Zweck ist nichts bekannt. Stark zerstörte Fußbodenniveaus, welche die jüngsten römischen Schichten überlagern, aber selber noch römisch sind, zeigen an, dass auch in der letzten Belegungsphase mit einer Innenbebauung des Hofes in mittelkaiserzeitlichem Stile gerechnet werden kann.
Im Lager wurde auch ein Verwahrfund, bestehend aus elf Glasgefäßen, Schüsseln, Flaschen und Bechern entdeckt. Vermutlich kam er im frühen 5. Jahrhundert in den Boden, als das Kastell verlassen wurde. Die Gefäße sind stilistisch eine Mischung aus römischen und germanischen Formen und weisen eine hohe Verarbeitungsqualität auf. An Funden konnten ansonsten noch Münzen, Keramik, Werkzeug, Messer, Tierknochen, Ziegel und Baumaterialreste geborgen werden.

## Garnison
Untergebracht waren:
| Zeitstellung                  | Truppenname                                                           | Beschreibung |
| ----------------------------- | --------------------------------------------------------------------- | --- |
| 3. bis 5. Jahrhundert n. Chr. | Equites Stablesiani Gariannonensis („die Gardereiter in Gariannonum“) | Laut der Notitia dignitatum beherbergte Gariannonor eine Reitereinheit der Provinzgarde. Ursprünglich eine aus dem Rheinland stammende Truppe, die unter dem Oberkommando des Comes litoris Saxonici per Britanniam stand. Das Kastell selbst wurde von einem Offizier im Range eines praepositus befehligt. Für die Anwesenheit dieser Kavalleristen in Burgh Castle spricht auch der Fund eines spätrömischen Helms der in der Zeit um 350 n. Chr. angefertigt wurde. Er war zum Zeitpunkt seiner Auffindung in einem sehr schlechten Zustand. Erhalten waren nur Fragmente der Kalotte, des Nasenschutzes und des Stirnreifs. Anfänglich glaubten die Ausgräber, nur einen Eiseneimer vor sich zu haben. Als er schließlich als Militärhelm erkannt wurde, konnte mit Vergleichsstücken vom Kontinent sein Aussehen annähernd rekonstruiert werden. Er ist eines der wenigen erhaltenen Beispiele eines Kammhelms. |
| 3. bis 5. Jahrhundert n. Chr. | Classis Britannica („die britannische Flotte“)                        | Ob im Hafen des Kastells auch Einheiten der Kanalflotte dauerhaft stationiert waren, ist nicht überliefert, aber aufgrund der Lage des Kastells doch sehr wahrscheinlich. |

## Vicus und Hafen
Luftaufnahmen und einige Bodensondierungen haben gezeigt, dass östlich des Kastells eine größere Zivilsiedlung (vicus) gestanden haben muss. Ihre Gebäude bestanden wohl größtenteils aus Holz. Reste sind heute keine mehr zu sehen. Der Hafen dürfte sich westlich des Kastells, im Bereich des heutigen Breydon Water befunden haben.